# Tito Zaniboni

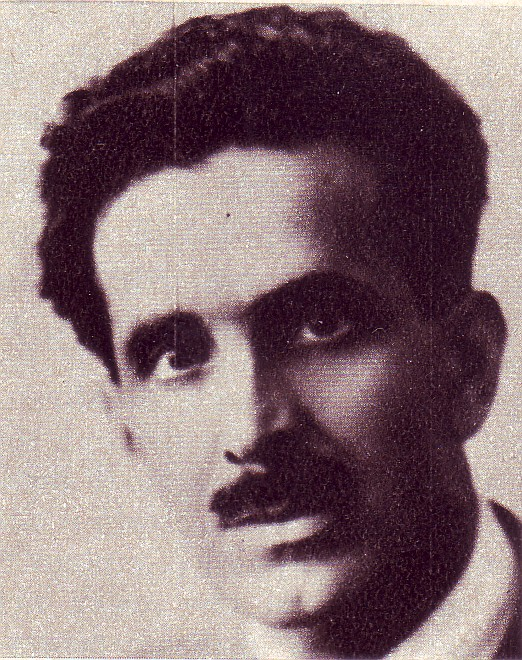
Fotografie Zanibonis von 1925

Tito Zaniboni (* 1. Februar 1883 in Monzambano; † 9. Dezember 1960 in Rom) war ein italienischer Politiker. Er wurde vor allem durch die Tatsache bekannt, dass er am 4. November 1925 das erste Attentat auf Benito Mussolini verübte.

## Leben
Zaniboni lebte von 1906 bis 1908 in Boston, entschloss sich jedoch, seinen Militärdienst beim 8. Alpiniregiment abzuleisten, den er als Unterleutnant der Reserve abschloss.

### Sozialistischer Abgeordneter (1914), Kriegsdienst
Er war Anhänger der Sozialistischen Partei Italiens, bzw. von dessen reformistischem Flügel. 1914 zog er für den Wahlkreis Volta Mantovana als Abgeordneter in den Provinzrat der Provinz Mantua ein. Er wurde Sekretär des Genossenschaftsverbandes italienisch Federazione delle Cooperative im Mantovanischen zwischen 1913 und 1915 und arbeitete an der Zeitung Nuova Terra mit, wo er zunächst gegen die Kriegsteilnahme Italiens schrieb, dann jedoch auf den Kriegskurs schwenkte. Während des Krieges diente er erneut in seinem alten Regiment mit Sitz in Udine, stieg zum Major auf und erhielt verschiedene Auszeichnungen, wurde schließlich zum tenente colonnello.

### Kurzzeitge Nähe zum Faschismus
Nach dem Krieg sympathisierte er zunächst mit den Plänen Gabriele D’Annunzios im Zusammenhang mit den Gebietsforderungen um Fiume und unterstützte für kurze Zeit die Zeitung Il Popolo d’Italia, ein Blatt, das von Mussolini 1914 herausgegeben wurde.

### Bürgermeister von Manzambano (1920), Abgeordneter (1921), PSU (1922)
1920 wurde er als Abgeordneter des Provinzrats wiedergewählt und im selben Jahr Bürgermeister von Monzambano. Ab 1920 war er Freimaurer und bei den Parlamentswahlen 1921 zog er für die Sozialisten in die Abgeordnetenkammer in Rom ein. Als Abgeordneter trat er für den Ausgleich zwischen Sozialisten und Faschisten ein und gehörte mit Pietro Ellero und den Faschisten Giacomo Acerbo und Giovanni Giuriati zu den Unterzeichnern des Befriedungsabkommens (ital. Patto di pacificazione) vom 3. August 1921, der kurz danach von Vertretern der Faschistischen Partei allerdings mit Nachdruck abgelehnt wurde. 1922 wechselte er zur Partito Socialista Unitario unter Führung von Giacomo Matteotti, nachdem die Reformisten die Partito Socialista hatten verlassen müssen.

### Antifaschist unter dem Eindruck der Ermordung Matteottis (1924), Attentatsvorhaben auf Mussolini, Verhaftung
Die Ermordung Giacomo Matteottis am 10. Juni 1924, die als Beginn der eigentlichen Diktatur Mussolinis gilt, und die Wiederauffindung seines Leichnams am 16. August, machten Zaniboni zum Antifaschisten. Er plante ein Attentat auf Mussolini für den 4. November 1925 mit einem österreichischen Gewehr. Von einem Fenster des Hotels Dragoni, gegenüber dem Palazzo Chigi gelegen, wollte er Mussolini erschießen, sobald er auf den Balkon des Palastes treten würde. Doch er hatte seiner Geliebten Marisa Romano von seinen Plänen erzählt, die diese wiederum dem eingeschleusten Spitzel Carlo Quaglia offenbarte. Dieser wiederum berichtete dem Questore Giuseppe Dosi. Als Zaniboni das Hotel betrat, um zu seinem Zimmer zu gelangen, wurde er verhaftet. Im Zimmer fand man sein Gewehr und an der Piazza San Claudio seinen Lancia Dilambda, den er als Fluchtwagen vorgesehen hatte. Die Verhaftung erfolgte zwei, nach anderen Angaben drei Stunden vor dem geplanten Attentat, nach seinem eigenen Geständnis jedoch vier Stunden. Die Verhaftung erfolgte zusammen mit General Luigi Capello, der über die Attentatsplanungen keine genaueren Kenntnisse hatte.
Das faschistische Regime profitierte von dem fehlgeschlagenen Attentat. Die Partito Socialista Unitario wurde aufgelöst, die Zeitung La Giustizia, das Parteiorgan, eingestellt. Das Gesetz gegen die Assoziationen, das sich vor allem gegen die Freimaurer richtete, konnte ohne nennenswerten Widerstand durchs Parlament gebracht werden.

### Prozess (1927)
Am 11. April 1927 begann der Prozess wegen Hochverrats, doch Zaniboni bestritt, ein Attentat auf Mussolini geplant zu haben, sondern bestenfalls auf Roberto Farinacci, die inzwischen entmachtete, einstige „rechte Hand“ Mussolinis. Doch dann erfolgte sein plötzliches Geständnis.
General Luigi Capello wurde wegen Mittäterschaft zu 30 Jahren Haft verurteilt. Zaniboni wurde wegen Hochverrats zu 25 Jahren Haft verurteilt, die er bis 1943 in Viterbo, Volterra und auf Ponza verbrachte. Zaniboni behauptete, vom tschechischen Staatspräsidenten Tomáš Masaryk finanziell unterstützt worden zu ein, doch erwiesen jüngere Forschungen, dass die Beträge der Finanzierung der sozialistischen Propaganda hatten dienen sollen, nicht den Vorbereitungen auf das Attentat.

### Wiederannäherung an Mussolini (ab 1935), Freilassung durch Badoglio (1943)
1935 bedankte sich Zaniboni in mehreren Briefen dafür, dass Mussolini seiner Tochter bei der Finanzierung ihres Studienabschlusses geholfen hatte. Auch unterstützte er aus dem Gefängnis die Finanzierungskampagne für den Abessinienkrieg. Seine Tochter Bruna bedankte sich gleichfalls bei Mussolini und widmete ihm ihre Abschlussarbeit in Pharmazie an der Universität Pavia.
Am 8. September 1943 wurde er freigelassen und von Pietro Badoglio aufgefordert, sich an der Regierung zu beteiligen. Zaniboni, nach zeitgenössischer Einschätzung von der Haft zu sehr aufgezehrt, lehnte ab. Im Januar 1944 ließen die Faschisten in einer Radiosendung aus den beiden Briefen Zanibonis öffentlich zitieren, um ihn zu diskreditieren. Im Februar 1944 übertrug ihm Badoglio das Amt des Kommissars per l’epurazione nazionale dal fascismo, des Hochkommissars für nationale Säuberung vom Faschismus. Badoglio hoffte, mit dem Attentäter auf Mussolini die Antifaschisten Italiens auf seine Seite ziehen zu können, auch wenn erst sechs Wochen nach dem Amtsantritt ein Gesetz verabschiedet wurde, das Zaniboni entsprechende Kompetenzen übertrug.

### Rolle gegen Kriegsende und in der Nachkriegszeit, Versorgungsposten
Doch der Partito Socialista Italiano lehnte die Zusammenarbeit am 12. Februar 1944 ab. Am 23. Februar wurde Zaniboni zwar dennoch offiziell ernannt, doch blieb er ohne Einfluss. Er trat bereits Mitte Mai zurück, zumal er immer noch keinen definierten Rechtsraum hatte, der ihm die Strafverfolgung von Faschisten gestattet hätte; bereits vier Wochen davor hatten sich Benedetto Croce, der an einer tatsächlichen Strafverfolgung interessiert war, und Badoglio auf eine andere Verwendung Zanibonis verständigt. In der zweiten Badoglio-Regierung wurde Zaniboni als Kommissar für die Flüchtlinge und die Zurückgeführten zuständig (1945). Benedetto Croce sah in ihm einen Mann, der dem Amt der Abrechnung mit dem Faschismus nicht gewachsen war, während Zaniboni sich selbst als „Säuberer“ bezeichnete.
Von 1949 bis 1960 wurde Zaniboni als Präsident der UNUCI, der Unione Nazionale degli Ufficiali in Congedo d’Italia, versorgt.

## Erinnerung
In Monzambano, wo er Bürgermeister gewesen war, wurde ein Platz nach Zaniboni benannt, in Viadana und in Parma eine Straße. An seinem Geburtshaus wurde eine Inschrift angebracht: In questa casa il 1º febbraio 1883/Tito Zaniboni/valoroso combattente della guerra/1915-1918/più volte decorato deputato/al parlamento/assertore indomito dei supremi ideali di libertà/i suoi cittadini a imperitura memoria und dann ein Zitat von Zaniboni: L’uomo macchina è antieconomico./Non lo affratella l’utile, ma la pietà./La libertà è un libero moto dello spirito./La pietà è cristianesimo e non schiavismo pagano./Tito Zaniboni.

## Werke
- Testamento spirituale - Ricominciamo a vivere (se vi pare), Baldini & Castoldi Editori, 1949.
- Guido A. Grimaldi[14] (Hrsg.): Zaniboni racconta perchè non partì la pallottola fatale e liberatrice, Periodici Epoca, Rom 1945.